# Irijoa
Irijoa (oficialmente y en gallego, Irixoa)  es un municipio español de la comunidad autónoma de Galicia, concretamente de la provincia de La Coruña. Pertenece a la comarca de Betanzos.

## Geografía humana

### Demografía
Cuenta con una población de 1326 habitantes (INE 2024).
| Gráfica de evolución demográfica de Irijoa entre 1842 y 2021 |
| |
| Población de derecho según los censos de población del INE Población de hecho según los censos de población del INEEn estos censos se denominaba Yrijoa: 1842 En estos censos se denominaba Irijóa: 1857 y 1860 En estos censos se denominaba Irijoa: 1877, 1887, 1897, 1900, 1910, 1920, 1930, 1940, 1950, 1960, 1970 y 1981 |

## Geografía

### Situación
El ayuntamiento, de 68,6 km², limita al norte con los municipios de Miño, Villarmayor y Monfero, al sur con Aranga y Coirós, al este con Monfero y Aranga, y al oeste con Paderne.

### Orografía e hidrografía
Está en una zona de transición entre las llanuras de la Tierra Llana y las comarcas costeras de las Mariñas y la Comarca de Ferrol. Hacia el este, en la prolongación de la Serra da Loba están el pico de Vales (702 m) y Monte Vila (684 m), entre los que nace el río Zarzo, afluente del Mandeo. Hacia el oeste se observa un perfil más suave, por el que discurre el río Lambre, que desemboca en el Ponte do Porco (Paderne).

## Parroquias
Parroquias que forman parte del municipio:
- Ambroa (San Tiso)
- Churío (San Martiño)
- Corujou[5]
- Irijoa[5]
- Mántaras (Santa María)
- Verines[5]
- Viña[5] (Santa Eulalia)[6]